# Nagareyama, Chiba
Nagareyama (流山市 Nagareyama-shi) là một thành phố thuộc tỉnh Chiba, Nhật Bản.